# Gas volcànic

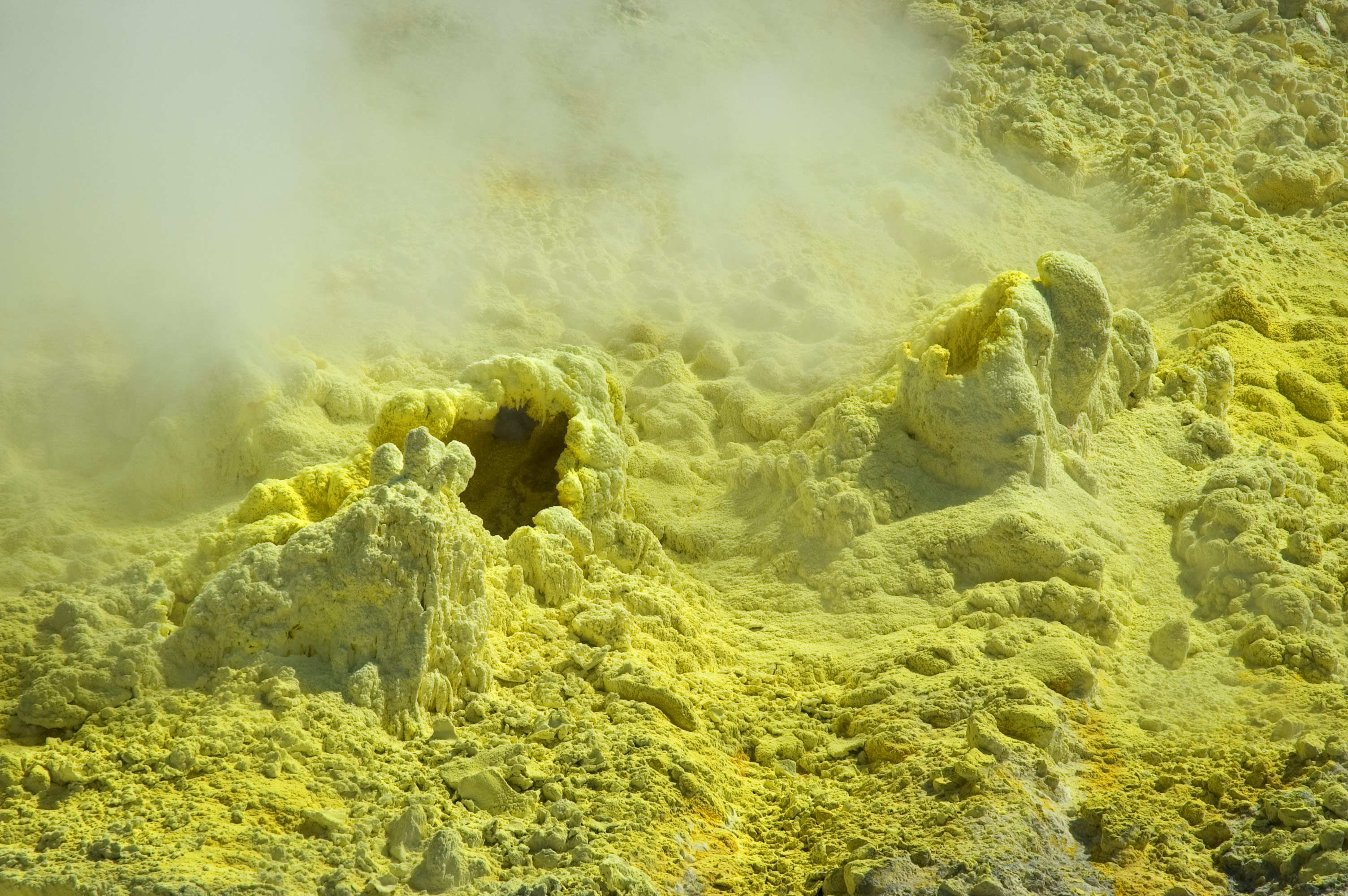
Fumaroles a White Island a Nova Zelanda.

Els gasos volcànics són compostos volàtils emesos per l'escorça terrestre dins un context volcànic i especialment en les erupcions.

## Composició
Els gasos volcànics estan constituïts d'una mescla de gasos diferents, essencialment de vapor d'aigua i de diòxid de carboni a més del diòxid de sofre, monòxid de carboni, sulfur d'hidrogen, clorur d'hidrogen o de d'hidrogen en quantitats no negligibles

## Paper en els processos de l'erupció volcànica
Els gasos volcànics poden ser emesos durant l'erupció per desgasificació de la lava quan aquesta es refreda però també per fumaroles o emergències similars. Les concrecions com els cristalls de sofre es poden formar en les anfractuositats. Els gasos més pesants que l'aire poden restar a sobre del sòl i en certs casos formar mazukus, bosses de gas tòxic, en general de diòxid de carboni, a les conques estancades i que són potencialment mortals per a qualsevol animal o persona.
Si l'emissió d'aquests gasos està sota l'aigua, els gasos poden sorgir en la forma de bombolles que es dissolen si la pressió de l'aigua és prou alta, es poden formar llacs àcids. L'acumulació de gasos volcànics dissolts en les capes d'aigua més profundes d'alguns llacs de cràter pot conduir a la formació d'una erupció límnica que corresponen a l'alliberament sobtat d'aquests gasos com a resultat de les capes d'inversió d'aigua.
L'emissió dels gasos volcànics és un dels factors que determinen l'aparició d'una erupció explosiva i la seva potència. La taxa d'aquests gasos al magma d'una cambra magmàtica i la baixada de la pressió vinculada a l'augment del magma a l'escorça terrestre induirà la formació de bombolles. Com més grans i més nombroses siguin aquestes bombolles, més gran serà l'erupció que pot ocórrer i serà acompanyada per explosions de més gran abast. Si el magma és particularment  viscós, especialment els gasos que lluiten per escapar i fan esclatar la lava, polvoritzant la cendra volcànica, o se solidifiquen en forma pedra tosca o en una escuma anomenada reticulita.